# Nester's Funky Bowling
Nester's Funky Bowling es un videojuego de bowling lanzado en 1996 para Virtual Boy. El juego fue desarrollado por Nintendo R&D3 y editado por Nintendo.